# ミハイル・トゥシュマロフ
ミハイル・トゥシュマロフ（ロシア語: Михаил Тушмалов / Mikhail Tushmalov, 1861年 – 1896年）は、夭折したロシア帝国の指揮者。民族的にはグルジア人で、本名はトゥシマシヴィリ（თუშმალიშვილი, Tushmalishvili）という。オペラ指揮者としてワルシャワとトビリシで活動し、グルジアに亡くなった。

## 解説
現在では、モデスト・ムソルグスキーのピアノ組曲《展覧会の絵》を初めてオーケストラ用に編曲した人物として音楽史に名を遺している。トゥシュマロフ版は短縮版であって、曲集全体の編曲ではなかった。ニコライ・リムスキー＝コルサコフに師事していた学生時代の1886年には、すでに編曲していたようである。一説によると、リムスキー＝コルサコフ自身も《展覧会の絵》の編曲のスケッチに着手したのだが、トゥシュマロフが編曲に取り掛かった頃には構想を放棄したものと推測されている。
トゥシュマロフ編曲の《展覧会の絵》は、1891年11月30日にサンクトペテルブルクにおいてリムスキー＝コルサコフの指揮によって初演されている。リムスキー＝コルサコフが教師然としてトゥシュマロフの管弦楽法に手を入れたのかどうかは不明である。トゥシュマロフ版は1891年に楽譜出版社ベッセリ（Bessel'）によって刊行され、トゥシュマロフの死後に改訂版が出版された。現在はカルマス社（Kalmus）によって復刻されている。
トゥシュマロフ版は、「小人」や「ブィドロ」、「テュイルリーの庭園」に加えて、5番め以外の「プロムナード」が省かれており、《展覧会の絵》の編曲としては最も小ぶりである。しかも5番めの「プロムナード」が最初の「プロムナード」に取って代わっている。後の、より技巧がかったラヴェル版に比べると、トゥシュマロフ版は、音色は暗く抑制されており、楽曲の解釈はいかにも「ロシア的」であるとしばしば評される。トゥシュマロフによるとされる編曲も、しばしば「トゥシュマロフ版およびリムスキー＝コルサコフ版」と併記されているが、恩師リムスキー＝コルサコフが編曲の作業に関与したかは定かでない。
トゥシュマロフ版《展覧会の絵》は、マーク・アンドレーエの指揮とミュンヘン・フィルハーモニー管弦楽団によって録音され、アカンタ・レーベルから頒布されている（但し「トゥシュマロフ&リムスキー＝コルサコフ版」としての扱いである）。